# NGC 4827
NGC 4827 (również PGC 44178 lub UGC 8065) – galaktyka eliptyczna (E-S0), znajdująca się w gwiazdozbiorze Warkocza Bereniki. Odkrył ją 11 kwietnia 1785 roku William Herschel. Jest to galaktyka z aktywnym jądrem typu LINER.